# تروده هاشتاد
تروده هاشتاد (انگلیسی: Trude Harstad؛ زادهٔ ۱۷ ژوئیهٔ ۱۹۷۴) ورزشکار دوگانه اهل نروژ است.